# Irene MacDonald
Pour les articles homonymes, voir MacDonald.
Irene MacDonald, née le 22 novembre 1933 à Hamilton (Ontario) et morte le 20 juin 2002 à Delta (Colombie-Britannique), est une plongeuse canadienne, médaillée de bronze olympique en 1956.

## Biographie
Orpheline à un jeune âge, elle commence le plongeon au Hamilton Aquatics Club et remporte sa première médaille nationale en 1951 au tremplin à 3 m. Durant sa carrière, elle remporte neuf fois les championnats nationaux. L'année suivante, elle se qualifie pour les Jeux olympiques d'Helsinki mais elle est finalement exclue de l'équipe car elle n'a pas les fonds nécessaires pour faire le déplacement.
Lors des Jeux de l'Empire britannique et du Commonwealth de 1954, elle est médaillée de bronze au tremplin à 3 m, sa première médaille internationale. Deux ans plus tard, aux Jeux olympiques à Melbourne, elle remporte la médaille de bronze au tremplin à 3 m avec 121,40 points et devient la première canadienne à remporter une médaille en plongeon aux Jeux.  
Après les Championnats du Canada en 1961, un décollement de rétine l'oblige à prendre sa retraite sportive, mais elle devient commentatrice sportive sur CBC Television des Jeux de 1976 à ceux de 1988, tout en continuant une carrière de coach,.
En 2019 est fondé le Irene MacDonald Memorial Fund Award qui vient en aide financièrement à de jeunes plongeurs de Colombie-Britannique pour les aider dans leur carrière de haut-niveau.

## Distinctions
- 1972 : British-Columbia Sports Hall of Fame[6]
- 1981 : Panthéon des sports canadiens[2]
- 1991 : Membre de l'Ordre de la Colombie-Britannique[1]
- Hamilton Hall of Fame[4]